# Шинигой, Душан
Душан Шинигой (словен. Dušan Šinigoj; 7 ноября 1933, Dornberk, Нова Горица — 18 августа 2024) — югославский и словенский экономист и политик, председатель Исполнительного Веча Социалистической Республики Словения (1984—1990).

## Биография
Душан Шинигой родился 7 ноября 1933 года в Дорнберке. Окончил экономический факультет в Любляне. Шинигой был членом Коммунистической партии Словении, а затем присоединился к социал-демократам.
В июне 1969 года он стал секретарём комитета муниципальной конференции в Новой Горице, а затем начал работать в Любляне. В 1978 году он был избран вице-председателем Исполнительного Веча Социалистической Республики Словения. В июне 1980 года он стал председателем комиссии по связям с религиозными общинами. В мае 1984 года он стал председателем Исполнительного Веча Социалистической Республики Словения и был переизбран на эту должность в 1986 году.
Будучи главой правительства Социалистической Республики Словения, он уделял особое внимание международному сотрудничеству и официально посетил Италию, Австрию, Венгрию, ФРГ, СССР, США, Китай, Таиланд, Испанию, Болгарию, Швейцарию и Чехословакию. В 1990 году его сменил Алойз Петерле.
Скончался 18 августа 2024 года на 91-м году жизни.